# SystemVerilog DPI
SystemVerilog DPI，全称SystemVerilog直接编程接口 （英語：SystemVerilog Direct Programming Interface）是SystemVerilog与其他外来编程语言的接口。能够使用的语言包括C语言、C++、SystemC等。直接编程接口由两个层次构成:SystemVerilog层和外来语言层。两个层次相互分离。对于SystemVerilog方面，另一边使用的编程语言是透明的，但它并不关注这一点。SystemVerilog和外来语言的编译器各自并不需要分析另一种语言的代码。由于不触及SystemVerilog层，因此支持使用不同的语言。不过，目前SystemVerilog仅为C语言定义了外来语言层。